# Högfärd är en odygd så stoor
Högfärd är en odygd så stoor är en svensk psalm av okänd upphovsman.

## Publicerad i
- Göteborgspsalmboken 1650 under rubriken "Om Menniskionnes Fall och Rättfärdigheet".[2]
- Den svenska psalmboken 1694 som nummer 241 under rubriken "Psalmer öfwer Några Söndags Evangelier".[3]
- 1695 års psalmbok som nummer 209 under rubriken "Psalmer Öfwer några Söndags Evangelier".[1]